# ناروندی
ناروندی (𒀭𒈾𒊒𒋾 dna-ru-ti) یا Narunde الهه‌ای عیلامی بود که در شوش پرستش می‌شد. او تقریبا بین ۲۲۵۰ تا ۱۸۰۰ پیشا دوران مشترک در آنجا گواهی شده است. کتیبه‌های متعددی از او اسم می‌برند و در آن زمان در میان خداییانِ محبوب قرار داشت. در دوره‌های بعدی، او منحصرا در بین‌النهرین دیده می‌شود و در آیین‌های بلاگردانی مربوط به سبیتی نقشی به عهده دارد. گواهی‌های بسیاری از منابع متاخر آشوری موجود است اما مشخص نیست که آیا باید آنان را نشانه‌ای از استمرار پرستش دانست.

## در عیلام
ناروندی قدیمی‌ترین خداییان گواهی‌شدهٔ عیلامی است. او برای اولین‌بار در منابع همزمان با امپراتوری اکد ظاهر شد و به گفتهٔ خاویر آلوارز-مون در دوره‌های اولیه از محبوبیت برخوردار بود. هایدماری کخ چنین پیشنهاد کرد که کارکرد او در جایگاه الهه پیروزی است.

## در بین‌النهرین
اشاره‌هایی به ناروندی، پس از آخرین گواهی‌ها در منابع عیلامی، از بین‌النهرین به دست آمده است. نام او در یک فهرست خدای بابلی باستان که در نیپور به دست آمده، دیده می‌شود.